# Canadá en los Juegos Olímpicos de Grenoble 1968
Canadá estuvo representado en los Juegos Olímpicos de Grenoble 1968 por un total de 70 deportistas que compitieron en 9 deportes.  
La portadora de la bandera en la ceremonia de apertura fue la esquiadora alpina Nancy Greene.

## Medallistas
El equipo olímpico canadiense obtuvo las siguientes medallas:
| Nombre       | Deporte            | Competición       |
| ------------ | ------------------ | ----------------- |
| Oro          |                    |                   |
| Nancy Greene | Esquí alpino       | Eslalon gigante F |
| Plata        |                    |                   |
| Nancy Greene | Esquí alpino       | Eslalon F         |
| Bronce       |                    |                   |
| Equipo       | Hockey sobre hielo | Torneo M          |